# Месячный расчётный показатель
Ме́сячный расчётный показа́тель (МРП) — это показатель, используемый в Казахстане для исчисления пенсий, пособий и иных социальных выплат, а также для применения штрафных санкций, расчёта налогов и других платежей, а также в договорах о совместной деятельности. Размер МРП рассчитывается при планировании бюджета, исходя из ожидаемого размера инфляции в будущем году.
Устанавливается ежегодно законом  «О республиканском бюджете».

## Значения
- С 1 января 2025 года — 3932 тенге.[5]
- С 1 января 2024 года — 3692 тенге.
- С 1 января 2023 года — 3450 тенге[6].
- С 1 апреля 2022 года — 3180 тенге. Применяется только для исчисления пособий и иных социальных выплат. Для вычисления размеров налогов, штрафов и других платежей в бюджет необходимо использовать прежнее значение МРП в 3063 тенге[7].
- С 1 января 2022 года — 3063 тенге[8].
- С 1 января 2021 года — 2917 тенге[8].
- С 1 апреля 2020 года — 2778 тенге[8].
- С 1 января 2020 года — 2651 тенге[8].
- С 1 января 2019 года — 2525 тенге[8].
- С 1 января 2018 года — 2405 тенге[8].
- С 1 января 2017 года — 2269 тенге[9].
- С 1 января 2016 года — 2121 тенге[9].
- С 1 января 2015 года — 1982 тенге[9].
- С 1 января 2014 года — 1852 тенге[9].
- С 1 января 2013 года — 1731 тенге[10].
- С 1 января 2012 года — 1618 тенге[11].
- С 1 января 2011 года — 1512 тенге[12].
- С 1 января 2010 года — 1413 тенге[13].
- С 1 июля 2009 года — 1296 тенге[14].
- С 1 января 2009 года — 1273 тенге[15].
- С 1 января 2008 года — 1168 тенге[16].
- С 1 января 2007 года — 1092 тенге[15].
- С 1 января 2006 года — 1030 тенге[15].
- С 1 января 2005 года — 971 тенге[15].
- С 1 января 2004 года — 919 тенге[15].
- С 1 января 2003 года — 872 тенге[15].
- С 1 января 2002 года — 823 тенге[15].
- С 1 января 2001 года — 775 тенге[15].
- С 1 января 2000 года — 725 тенге[15].
- С 1 октября 1999 года — 725 тенге[15].
- С 1 апреля 1999 года — 715 тенге[15].
- С 1 января 1999 года — 660 тенге[15].
- С 1 октября 1998 года — 660 тенге[15].
- С 1 июля 1998 года — 650 тенге[15].
- С 1 апреля 1998 года — 640 тенге[15].
- С 1 января 1998 года — 630 тенге[15].
- С 1 октября 1997 года — 620 тенге[15].
- С 1 июля 1997 года — 585 тенге[15].
- С 1 апреля 1997 года — 565 тенге[15].
- С 1 января 1997 года — 551 тенге[15].